# Respiració (fisiologia)

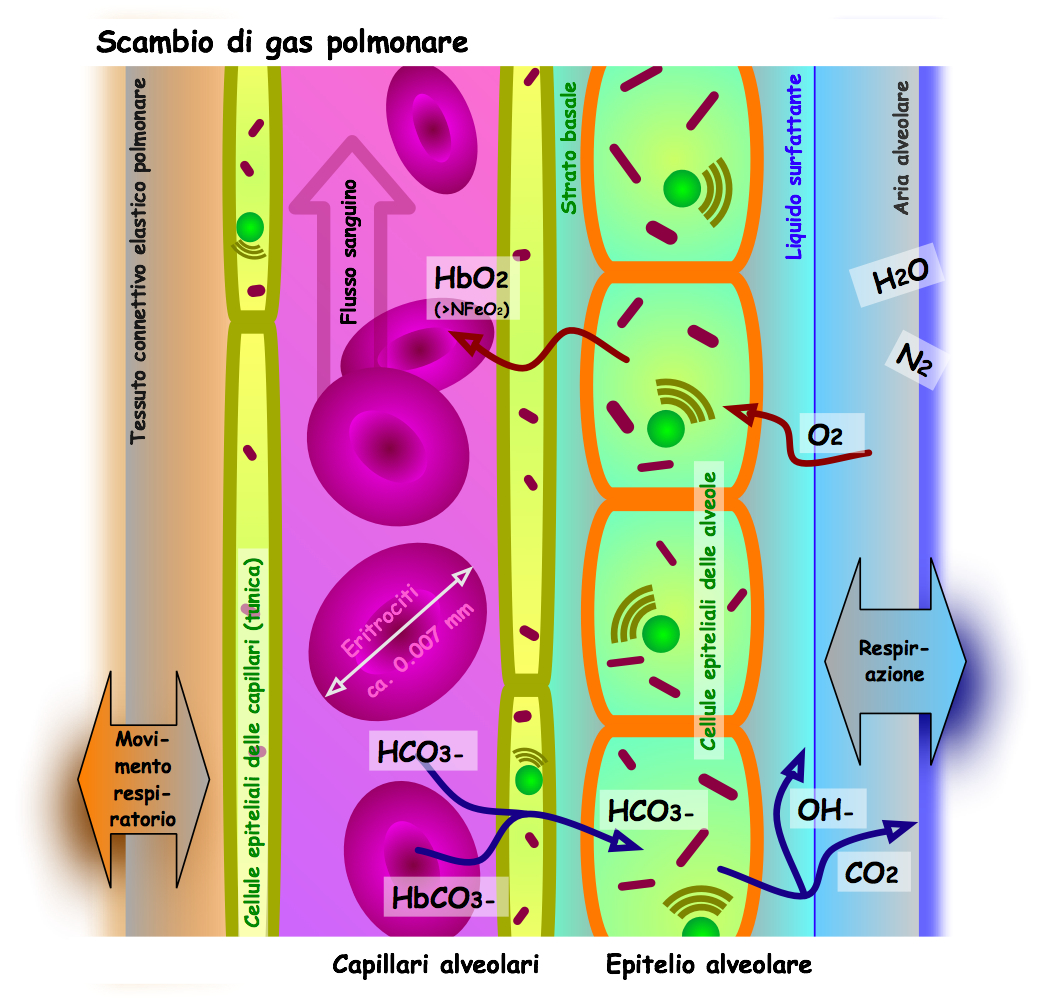
Diagrama de l'intercanvi pulmonar de gasos en la respiració.

En fisiologia, "respiració" és un terme que es refereix al transport d'oxigen des de l'aire exterior cap a les cèl·lules dels teixits i el transport de diòxid de carboni en sentit invers. Aquesta definició contrasta amb la definició bioquímica de "respiració", que es refereix a la respiració cel·lular: el procés metabòlic per mitjà del qual un organisme obté energia a partir de la reacció de l'oxigen amb la glucosa per formar aigua, diòxid de carboni i ATP (energia). Tot i que la respiració fisiològica és un requeriment indispensable per mantenir la respiració cel·lular (i, per tant, la vida) en els animals, es tracta de processos diferents: la respiració cel·lular es produeix a cadascuna de les cèl·lules de l'animal, mentre que la respiració fisiològica està relacionada amb el flux global i el transport de metabolits entre l'organisme i el medi extern que l'envolta.

## Organismes unicel·lulars
Els organismes unicel·lulars en tenen prou amb la simple difusió per dur a terme l'intercanvi de gasos. Aquestes cèl·lules es troben envoltades constantment pel medi extern i els gasos només han de recórrer una curta distància per travessar-les. En canvi, els animals multicel·lulars complexos com els humans presenten una distància molt més gran entre els medis i les cèl·lules més internes, de manera que necessiten un sistema respiratori perquè l'intercanvi de gasos sigui eficaç. El sistema respiratori funciona juntament amb el sistema circulatori, que porta els gasos de i cap als teixits.

## Respiració als vertebrats
| Òrgan                           | Consum d'oxigen (ml O₂/min per 100 g) |
| ------------------------------- | ------------------------------------- |
| Cor (en repòs)                  | 8                                     |
| Cor (exercici intens)           | 70                                    |
| Cervell                         | 3                                     |
| Ronyó                           | 5                                     |
| Pell                            | 0,2                                   |
| Múscul esquelètic en repòs      | 1                                     |
| Múscul esquelètic en contracció | 50                                    |

Els vertebrats que respiren aire tenen un cicle respiratori que es compon de quatre etapes:
- Ventilació: el moviment de l'aire del medi de i cap als alvèols dels pulmons.
- Intercanvi de gasos als pulmons: l'intercanvi de gasos entre els alvèols i els capil·lars pulmonars.
- Transport de gasos: el moviment de gasos als capil·lars pulmonars (mitjançant la circulació) cap als capil·lars perifèrics situats als òrgans, amb el posterior moviment de gasos que tornen als pulmons per la mateixa ruta.

- Intercanvi de gasos perifèric: l'intercanvi de gasos entre els capil·lars dels teixits i els teixits o òrgans, que impacta les cèl·lules que els componen i els mitocondris que es troben al seu interior.

Cal remarcar que la ventilació i el transport de gasos necessiten energia que impulsi una bomba mecànica (el cor) i elsmúsculsassociats a la respiració (principalment el diafragma). En la respiració pesant, també cal energia per impulsar músculs respiratoris addicionals com ara els músculs intercostals. Els requeriments energètics de la ventilació i el transport de gasos contrasten amb la difusió passiva que té lloc durant els passos d'intercanvi de gasos.
El comportament respiratori està corelacionat amb el comportament cardiovascular; junts, controlen l'intercanvi de gasos entre les cèl·lules i la sang. Ambdós comportaments s'intensifiquen durant l'exercici físic. Tanmateix, es diferencien pel fet que la respiració és en gran manera (però no completament) voluntària, mentre que l'activitat cardiovascular és totalment involuntària.
La fisiologia respiratòria és la branca de la fisiologia humana que s'ocupa d'estudiar la respiració.

## Classificació

### Segons l'espècie
- Respiració aquàtica
- Bombament bucal

### Segons el mecanisme
- Òrgan respiratori
- Intercanvi de gasos
- Gas en sang arterial
- Control de la respiració
- Apnea